# محظرة النباغية
محظرة النباغية من أعرق المحاظر في موريتانيا، وشيخها العلامة محمد فال بن عبد الله (أباه)، ويوجد في المحظرة الكثير من الطلاب الموريتانيين والوافدين من أوروبا وإفريقيا جنوب الصحراء والعالم العربي، وتُدرَّس في محظرة النباغية كل العلوم التقليدية والمحظرية مثل النحو والفقه والمنطق والأصول والسيرة النبوية والشعر.
وقد أُسست المحظرة في منتصف سبعينيات القرن الماضي في قرية النباغية بولاية اترارزة جنوبيّ موريتانيا.
تتبنى المحظرة الفقه المالكي مذهبا كما هو السائد في دول المغرب المعربي وافريقيا، والعقيدة الأشعرية؛ مذهب أهل السنة والجماعة.
وفي عام 2018 م أطلقت المحظرة موقعًا إلكترونيًّا للتدريس عن بُعد، تحت اسم: "المحظرة العالمية للعلوم الشرعية"، وقد لقي استحسانًا واسعًا وإقبالًا كبيرًا من طلاب العلم حول العالم، ولا سيما في أوروبا وأمريكا.

## الكتب المقررة في المحظرة
- إضاءة الدجنة في عقائد أهل السنة (عقيدة)، للإمام أحمد المقري.
- وسيلة السعادة (عقيدة)، للشيخ المختار بن بونه الشنقيطي.
- قرة الأبصار (السيرة النبوية)، لعبد العزيز اللمطي.
- نظم الغزوات (السيرة النبوية)، لأحمد البدوي.
- المعلقات السبع (الشعر واللغة).
- دواوين الشعراء الستة (الشعر واللغة).
- ديوان غيلان ذي الرمة (الشعر واللغة).
- متن ابن عاشر (الفقه المالكي).
- الرسالة (الفقه المالكي)، لابن أبي زيد القيرواني.